# بكسة باسقة
بكسة باسقة (الاسم العلمي:Bixa excelsa) هي نوع من النباتات تتبع جنس البكسة من الفصيلة البكسية.